# Offer for en samler
Offer for en samler er den danske titel på John Fowles' roman The Collector fra 1963.

## Handling
Bogens hovedperson er manden Fredrick Clegg, som arbejder som kontorist på et rådhus, og i sin fritid samler på sommerfugle.
Frederick er meget betaget af den 20-årige kunststuderende Miranda Grey, og efter at han i en periode har forsøgt at komme i kontakt med hende uden held, beslutter han sig for at kidnappe hende. Frederick spærrer pigen inde i kælderen i sit hus, som ligger isoleret ude på landet; han håber at hun med tiden vil forelske sig i ham.
Bogens fortællesynsvinkel skifter mellem de to hovedpersoner, og når det er Miranda der skriver, foregår det i en dagbogsform der giver fortælleren plads til at filosofere over emner som kunst og Gud.
Miranda forsøger flere gange at flygte, bl.a. forsøger hun at forføre Frederick, men det lykkedes hende aldrig. Hun bliver pludseligt meget syg og dør.
I bogens slutning skal Frederick gøre status på sin situation, og overvejer i en periode selvmord, men til sidst antydes det at han planlægger endnu en kidnapning – vil tilføje endnu et eksemplar til sin samling.

Bogen har flere steder henvisninger til Shakespeares teaterstykke Stormen, og et kendskab til denne giver bogens handling en ekstra dimension. Som eksempel kan det nævnes at der er en navnesammenhæng: Både i teaterstykket og bogen optræder der en pige ved navn Miranda, og også navnene Ferdinand (Frederick fortæller Miranda at han hedder dette i bogen) og Caliban (det kalder Miranda Frederick i sin dagbog).

## Filmatisering
Bogen blev i 1965 filmatiseret (som The Collector) af William Wyler med Terence Stamp i rollen som Frederick og Samantha Eggar som Miranda.

## Virkelige kidnapninger
Da den østrigske kvinde Natascha Kampusch i august 2006 flygtede, efter i otte år at have været spærret inde af sin kidnapper Wolfgang Priklopil pegede flere medier på, at Priklopil kunne have været inspireret af handlingen i John Fowles' bog.